# Championnat de Belgique de football 1949-1950
Navigation
Saison précédente Saison suivante
Le championnat de Belgique de football 1949-1950 est la 47e saison du championnat de première division belge. Son nom officiel est « Division d'Honneur ».
Le SC Anderlechtois conserve son titre devant Berchem Sport, également vice-champion douze mois plus tôt. Le Racing de Malines complète le podium.
En bas de tableau, les deux promus sont à la peine. Si le FC Brugeois parvient à assurer son maintien, il n'en va pas de même pour le Stade Louvaniste. Le cercle brabançon redescend directement après avoir été promu. Il ne rejouera plus jamais en première division. Il est accompagné en Division 1 par le Lyra, qui rejoint ainsi son rival du Lierse à l'échelon inférieur.
À partir de cette saison, l'Antwerp établit un nouveau record de saisons de présence consécutives dans la plus haute division belge, disputant sa 41e saison de rang.

## Clubs participants
Seize clubs prennent part à ce championnat, soit le même nombre que lors de l'édition précédente. Ceux dont le matricule est mis en gras existent toujours aujourd'hui.
| #  | Nom                                            | Mat. | Ville                 | Stades                       | Entraîneur                    | En D1 depuis (série) | Total en D1 | Saison précédente |
| -- | ---------------------------------------------- | ---- | --------------------- | ---------------------------- | ----------------------------- | -------------------- | ----------- | ----------------- |
| 1  | Royal Sporting Club Anderlechtois              | 35   | Anderlecht            | Stade Émile Versé            | Ernest Smith                  | 1935-1936 (12e)      | 19e         | 1er               |
| 2  | Royal Antwerp Football Club                    | 1    | Anvers                | Bosuilstadion                | Jean De Clercq Richard Gedopt | 1901-1902 (41e)      | 46e         | 9e                |
| 3  | Royal Beerschot Athletic Club                  | 13   | Anvers                | Kiel                         | Émile Stijnen                 | 1907-1908 (35e)      | 41e         | 6e                |
| 4  | Royal Berchem Sport                            | 28   | Berchem               | Het Rooi                     | Louis Verboven                | 1943-1944 (6e)       | 19e         | 2e                |
| 5  | Royal Football Club Brugeois                   | 3    | Bruges                | De Klokke                    | Louis Versyp                  | 1949-1950 (1re)      | 36e         | Division 1B : 1er |
| 6  | Royal Racing Club de Bruxelles                 | 6    | Watermael-Boitsfort   | Stade des Trois Tilleuls     | ?                             | 1945-1946 (5e)       | 37e         | 10e               |
| 7  | Royal Olympic Club Charleroi                   | 246  | Montignies-sur-Sambre | Stade de la Neuville         | Jean Cornili                  | 1937-1938 (10e)      | 10e         | 14e               |
| 8  | Royal Charleroi Sporting Club                  | 22   | Charleroi             | Stade du Mambourg            | ?                             | 1947-1948 (3e)       | 3e          | 4e                |
| 9  | Association Royale Athlétique La Gantoise      | 7    | Gentbrugge            | Stade Jules Otten            | Edmond Delfour                | 1936-1937 (11e)      | 22e         | 12e               |
| 10 | Royal Football Club Liégeois                   | 4    | Rocourt               | Stade Vélodrome Oscar Flesch | Georges Perino                | 1945-1946 (5e)       | 21e         | 8e                |
| 11 | Royal Standard Club Liège                      | 16   | Sclessin              | Stade de Sclessin            | Marcelin Waroux               | 1921-1922 (26e)      | 31e         | 3e                |
| 12 | Royal Stade Louvaniste                         | 18   | Louvain               | Leuven Sportcentrum          | ?                             | 1949-1950 (1re)      | 1re         | Division 1A : 1er |
| 13 | Koninklijke Lyra                               | 52   | Lierre                | Lyrastadion                  | Fernand Wertz                 | 1946-1947 (4e)       | 11e         | 11e               |
| 14 | Royal Football Club Malinois                   | 25   | Malines               | Achter de Kazerne            | ?                             | 1928-1929 (19e)      | 22e         | 7e                |
| 15 | Racing Club Mechelen Koninklijke Maastschappij | 24   | Malines               | Oscar Van Kesbeeckstadion    | Jan Dogaer                    | 1948-1949 (2e)       | 21e         | 5e                |
| 16 | Royal Tilleur Football Club                    | 21   | Tilleur               | Stade du Pont d'Ougrée       | ?                             | 1948-1949 (2e)       | 9e          | 13e               |

### Localisation des clubs
| Anvers Lyra FC Malinois RC Mechelen FC Brugeois St. Louvaniste Anderlecht Racing CB Olympic CC Charleroi SC La Gantoise Liège |

#### Localisation des clubs anversois
Les 3 cercles anversois sont :
(1) R. Antwerp FC
(2) R. Beerschot AC
 (3) R. Berchem Sport

#### Localisation des clubs liégeois
Les 3 cercles liégeois sont:
(1) R. FC Légeois
(6) R. Tilleur FC
(8) R. Standard CL

## Résultats

### Résultats des rencontres
Avec seize clubs engagés, 240 matches sont au programme de la saison.
| Résultats (▼dom., ►ext.)                                   | AND | ANT | BEE | BER | BRU | RCB | CHA | GAN | FCL | LOU | LYR  | FCM | OLY | RCM | STA | TIL |
| R. SC Anderlechtois                                        |     | 2-2 | 4-2 | 2-0 | 2-1 | 2-2 | 5-0 | 1-1 | 2-0 | 3-0 | 2-0  | 1-4 | 0-1 | 2-0 | 2-1 | 2-2 |
| R. Antwerp FC                                              | 2-2 |     | 2-1 | 1-0 | 4-1 | 0-2 | 5-3 | 3-0 | 1-1 | 2-2 | 6-2  | 1-3 | 5-1 | 0-1 | 2-0 | 2-1 |
| R. Beerschot AC                                            | 4-5 | 0-0 |     | 1-4 | 2-1 | 3-1 | 4-2 | 1-1 | 4-1 | 2-0 | 2-0  | 4-2 | 1-1 | 4-5 | 1-2 | 3-2 |
| R. Berchem Sport                                           | 3-3 | 2-4 | 1-1 |     | 2-2 | 2-1 | 4-0 | 5-3 | 2-0 | 4-1 | 3-0  | 2-1 | 3-2 | 4-2 | 3-1 | 1-0 |
| R. FC Brugeois                                             | 0-1 | 3-0 | 1-2 | 0-1 |     | 1-2 | 2-1 | 0-1 | 5-2 | 1-1 | 1-2  | 3-2 | 1-3 | 2-3 | 1-0 | 1-0 |
| R. Racing CB                                               | 0-5 | 2-4 | 2-0 | 1-0 | 1-1 |     | 1-1 | 1-1 | 0-1 | 3-2 | 7-5  | 2-2 | 4-2 | 1-3 | 2-1 | 0-0 |
| R. Charleroi SC                                            | 0-2 | 5-5 | 5-3 | 2-3 | 2-0 | 1-0 |     | 0-2 | 1-1 | 3-1 | 3-1  | 0-0 | 2-2 | 1-3 | 4-3 | 1-1 |
| ARA La Gantoise                                            | 1-1 | 5-3 | 3-0 | 0-1 | 1-2 | 6-2 | 1-0 |     | 5-2 | 3-3 | 1-2  | 1-1 | 4-0 | 1-0 | 0-0 | 2-1 |
| R. FC Liégeois                                             | 4-0 | 0-0 | 5-0 | 3-1 | 6-1 | 0-2 | 2-0 | 1-3 |     | 4-1 | 12-1 | 1-1 | 1-1 | 1-2 | 4-2 | 1-0 |
| R. Stade Louvaniste                                        | 2-3 | 1-4 | 3-1 | 2-5 | 3-2 | 0-1 | 1-1 | 0-1 | 1-5 |     | 4-3  | 1-4 | 3-3 | 1-3 | 4-2 | 0-0 |
| K. Lyra                                                    | 1-2 | 1-1 | 1-4 | 3-3 | 0-3 | 3-4 | 8-0 | 0-3 | 3-1 | 3-1 |      | 2-1 | 0-2 | 0-4 | 0-3 | 2-2 |
| R. FC Malinois                                             | 2-3 | 4-1 | 3-1 | 0-0 | 2-2 | 2-0 | 5-0 | 0-1 | 1-5 | 5-1 | 1-0  |     | 4-2 | 1-0 | 5-1 | 2-0 |
| R. Olympic CC                                              | 2-5 | 1-6 | 1-4 | 1-3 | 5-1 | 5-1 | 1-1 | 3-1 | 0-0 | 2-2 | 1-1  | 2-1 |     | 3-1 | 2-1 | 0-0 |
| RC Mechelen KM                                             | 2-1 | 1-0 | 4-4 | 7-3 | 5-1 | 4-2 | 5-1 | 1-2 | 3-2 | 5-2 | 1-1  | 4-4 | 0-1 |     | 2-2 | 2-4 |
| R. Standard CL                                             | 3-6 | 2-1 | 0-0 | 3-2 | 2-0 | 3-3 | 1-3 | 1-0 | 3-7 | 4-1 | 3-2  | 2-3 | 1-3 | 1-3 |     | 1-1 |
| R. Tilleur FC                                              | 2-4 | 0-1 | 0-3 | 1-1 | 1-3 | 1-1 | 1-1 | 3-1 | 1-1 | 4-1 | 0-3  | 2-2 | 0-0 | 1-0 | 2-2 |     |
| - Victoire à domicile - Match nul - Victoire à l'extérieur |     |     |     |     |     |     |     |     |     |     |      |     |     |     |     |     |

### Classement final
| Rang | Équipe                | Pts | J  | G  | N  | P  | Bp | Bc | Diff |
| ---- | --------------------- | --- | -- | -- | -- | -- | -- | -- | ---- |
| 1    | R. SC ANDERLECHTOIS T | 45  | 30 | 19 | 7  | 4  | 75 | 44 | +31  |
| 2    | R. Berchem Sport      | 40  | 30 | 17 | 6  | 7  | 68 | 48 | +20  |
| 3    | RC Mechelen KM        | 38  | 30 | 17 | 4  | 9  | 76 | 53 | +23  |
| 4    | ARA La Gantoise       | 37  | 30 | 15 | 7  | 8  | 55 | 38 | +17  |
| 5    | R. FC Malinois        | 36  | 30 | 14 | 8  | 8  | 67 | 46 | +21  |
| 6    | R. Antwerp FC         | 36  | 30 | 14 | 8  | 8  | 68 | 49 | +19  |
| 7    | R. FC Liégeois        | 33  | 30 | 13 | 7  | 10 | 74 | 47 | +27  |
| 8    | R. Olympic CC         | 32  | 30 | 11 | 10 | 9  | 53 | 57 | -4   |
| 9    | R. Racing CB          | 30  | 30 | 11 | 8  | 11 | 51 | 61 | -10  |
| 10   | R. Beerschot AC       | 30  | 30 | 12 | 6  | 12 | 62 | 62 | 0    |
| 11   | R. Charleroi SC       | 23  | 30 | 7  | 9  | 14 | 44 | 73 | -29  |
| 12   | R. Tilleur FC         | 22  | 30 | 4  | 14 | 12 | 33 | 44 | -11  |
| 13   | R. Standard CL        | 22  | 30 | 8  | 6  | 16 | 51 | 69 | -18  |
| 14   | R. FC Brugeois        | 22  | 30 | 9  | 4  | 17 | 43 | 60 | -17  |
| 15   | K. Lyra               | 19  | 30 | 7  | 5  | 18 | 51 | 81 | -30  |
| 16   | R. Stade Louvaniste   | 15  | 30 | 4  | 7  | 19 | 46 | 85 | -39  |

Légende
- Champion de Belgique 1950
- Club relégué pour la saison suivante

Abréviations
T : Tenant du titre 1949

 : club promu de Division 1 depuis la saison précédente

### Meilleur buteur
Jef Mermans (R. SC Anderlechtois), avec 37 buts. Il est le dixième joueur belge différent, le treizième dans l'absolu, à être sacré meilleur buteur à deux reprises.

#### Classement des buteurs
Le tableau ci-dessous reprend les douze meilleurs buteurs du championnat, soit les joueurs ayant inscrit seize buts ou plus durant la saison.
| #  | Pays | Joueur             | Club                | Buts | Matches joués |
| -- | ---- | ------------------ | ------------------- | ---- | ------------- |
| 1. |      | Jef Mermans        | R. SC Anderlechtois | 37   | 28            |
| 2. |      | Albert Dehert      | R. Berchem Sport    | 26   | 25            |
| 3. |      | Jozef Mannaerts    | RC Mechelen KM      | 25   | 26            |
| 4. |      | Paul Deschamps     | R. FC Liégeois      | 22   | 27            |
| 5. |      | Armand Toen        | R. Stade Louvaniste | 19   | 26            |
| =. |      | Raymond Van Gestel | Lyra KM             | 19   | 26            |
| 7. |      | Rik De Saedeleer   | RC Mechelen KM      | 17   | 29            |
| =. |      | Arthur Ceuleers    | R. Racing CB        | 17   | 30            |
| 9. |      | Henri Govard       | R. FC Liégeois      | 16   | 14            |
| =. |      | Albert Corbeel     | R. FC Malinois      | 16   | 25            |
| =. |      | Jean Van Loy       | R. Beerschot AC     | 16   | 28            |
| =. |      | René Geuns         | R. Antwerp FC       | 16   | 28            |

## Récapitulatif de la saison
- Champion : R. SC Anderlechtois (3e titre)
- Neuvième équipe à remporter trois titres de champion.
- Sixième équipe à remporter deux titres consécutifs
- Vingt-cinquième titre pour la province de Brabant.

| Région flamande (8)             | Région flamande (8) | Province de Brabant (3)      | Province de Brabant (3) | Région wallonne (5)    | Région wallonne (5) |
| ------------------------------- | ------------------- | ---------------------------- | ----------------------- | ---------------------- | ------------------- |
| Province d'Anvers               | 6                   | Région de Bruxelles-Capitale | 2                       | Province de Hainaut    | 2                   |
| Province de Flandre-Occidentale | 1                   | Province du Brabant flamand  | 1                       | Province de Liège      | 3                   |
| Province de Flandre-Orientale   | 1                   | Province du Brabant wallon   | 0                       | Province de Luxembourg | 0                   |
| Province de Limbourg            | 0                   |                              |                         | Province de Namur      | 0                   |

1. ↑  Au niveau footballistique, la province de Brabant est toujours unitaire malgré sa partition territoriale en 1995.

### Admission et relégation
En fin de saison, le Lyra et le Stade Louvaniste sont relégués en Division 1. Pour le club louvaniste c'est déjà un adieu définitif après une seule saison de présence en Division d'Honneur. Ils sont remplacés par le Daring CB, qui fait son retour parmi l'élite onze ans après l'avoir quittée, et le Beringen FC, qui atteint le plus haut niveau pour la première fois de son Histoire. 

### Débuts en Division d'Honneur
Un club fait ses débuts dans la plus haute division belge. Il est le 44e club différent à y apparaître.
- Le Royal Stade Louvaniste est le 16e club de la province de Brabant à évoluer dans la plus haute division belge.

### Changement d'appellation
Fraîchement promu parmi l'élite, le Daring CB SR change son appellation et devient le Royal Daring Club de Bruxelles.

### Coupe du monde
À la fin de cette saison, se déroule la quatrième édition de la Coupe du monde de football. La phase finale est organisée par le Brésil et voit la victoire finale de l'Uruguay.
La Belgique n'y participe pas. Pour la première et unique fois, les « Diables Rouges » n'ont pas pris part aux éliminatoires. Au sortir de la Seconde Guerre mondiale, avec le pays ravagé et exsangue économiquement, l'URBSFA a préféré ne pas s'inscrire. Plusieurs autres nations on fait le même choix alors que la FIFA avait demandé à l'Allemagne et à l'Autriche de s'abstenir pour cette fois.

### Bilan de la saison
| Championnat de Belgique de football 1949-1950 |                                |
| Champion                                      | R. SC Anderlechtois (3e titre) |
| Dauphin                                       | R. Berchem Sport               |
| Promotions et relégations                     |                                |
| Promus en Division d'Honneur                  | Daring CB SR                   |
| Promus en Division d'Honneur                  | Beringen FC                    |
| Relégués en Division 1                        | K. Lyra                        |
| Relégués en Division 1                        | R. Stade Louvaniste            |